# Walter M. Miller
Walter Michael Miller, Jr. (New Smyrna Beach, Florida, 23 januari 1923 - 11 januari 1996) was een Amerikaanse, katholieke sciencefictionschrijver. Hij is bekend geworden door de roman A Canticle for Leibowitz (1959).
Miller diende in de US Army Air Force in de Tweede Wereldoorlog en nam deel aan 53 bombardementsmissies in Italië. Het bombardement op de benedictijnen Abdij van Monte Cassino, gesticht door Benedictus zelf,  vormde voor hem een traumatische belevenis.
Op latere leeftijd leed hij een pathologisch teruggetrokken leven en meed contact met de meeste mensen, inclusief zijn familieleden. Hij schoot zichzelf neer terwijl hij aan het werk was aan de opvolger van A Canticle for Leibowitz. Die roman, Saint Leibowitz and the Wild Horse Woman, was bijna gereed en is door de ghostwriter Terry Bisson in 2000 voltooid.
A Canticle for Leibowitz was de enige roman van Miller die tijdens zijn leven gepubliceerd werd.  Hij won er in 1961 de Hugo Award mee. Het is een van de meest aangrijpende werken over het leven na de vrijwel totale nucleaire vernietiging van de mensheid, hier aan het einde van de 20e eeuw. Als reactie wijzen de overlevenden kennis af, algemene ongeletterdheid is het gevolg. In de 26e eeuw vindt een monnik van de Orde van Leibowitz relieken van hun patroonheilige, die gekopieerd worden en voorzien van versieringen. De heilige tekst luidt "Pound pastrami, can kraut, six bagels – bring home for Emma". Een belangrijke vraag in het verdere boek is of de mensheid bij de opbouw van de beschaving in staat zal blijken de eerdere fouten te voorkomen.
Miller publiceerde naast deze indrukwekkende roman nog ongeveer veertig korte SF-verhalen. Met The Darfsteller verdiende hij in 1955 een Hugo Award voor beste novelette. 
- Bibsys: 90178459
- Bibliothèque nationale de France: cb11916139t (data)
- Catàleg d'autoritats de noms i títols de Catalunya: 981058602763206706
- CiNii: DA12401144
- Gemeinsame Normdatei: 119106876
- International Standard Name Identifier: 0000 0001 0787 4921
- Library of Congress Control Number: n81120378
- Nationale Bibliotheek van Letland: 000338543
- Bibliotheek van het Japanse parlement: 00450098
- Nationale Bibliotheek van Tsjechië: jn20000604038
- Nationale bibliotheek van Australië: 36538790
- Nationale Bibliotheek van Israël: 987007265446005171
- Nationale Bibliotheek van Polen: a0000001115032
- Nationale en Universitaire bibliotheek Zagreb: 000001331
- Nederlandse Thesaurus van Auteursnamen: 074951386
- Istituto Centrale per il Catalogo Unico: RAVV647854
- SNAC: w6903xx1
- Système universitaire de documentation: 061406856
- Trove: 857321
- Virtual International Authority File: 105150576
- WorldCat: E39PBJht3XYDpcypyrpMgMh4MP